# هيروبانتي 2
هيروبانتي 2 (بالإنجليزية: Heropanti 2) هو فيلم أكشن باللغة الهندية عام 2022 من إخراج أحمد خان وكتابة راجات أرورا وإنتاج ساجد ناديوالا تحت راية ناديادوالا غراندسون إنترتينمنت. يُعد الفيلم بمثابة تكملة لفيلم هيروبانتي لعام 2014. الفيلم من بطولة تايجر شروف ونواز الدين صديقي وتارا سوتاريا. تم إصداره في 29 أبريل 2022.

## حبكة
آر جيه هو شاب بريء يعيش مع والدته هيما في يوركشاير ويعمل حارسًا في أحد البارات. يغادر آر جيه إلى مقابلة عمل حيث ترى انايا، وهي مليونيرة عصامية من صناعة الألعاب، آر جيه وتزعم أنه صديقها السابق بابلو راناوات. آر جيه يوضح أنه لا يعرفها على الإطلاق. لكن شكوك إينايا اتضح أنها صحيحة. كان بابلو أحد القراصنة سيئي السمعة الذين جندهم ضابط مكتب التحقيقات المركزي آزاد خان، الذي عرض عليه مكافأة كبيرة لمساعدتهم في إحباط خطط ليلى، وهي ساحرة مريضة نفسيا ومجرمة إلكترونية. صممت ليلى تطبيقًا يسرق بيانات المستخدمين ويقوم أيضًا بالاستيلاء على الأموال من حساباتهم المصرفية.
يتسلل بابلو إلى عصابة ليلى من خلال مغازلة أخت ليلى إينايا ويبدأ في الحصول على انطباع جيد عن ليلى وينجذب أيضًا إلى الأموال التي يقدمها ويخون آزاد، لكنه سرعان ما يدرك أن الأخير يسعى إلى تدمير الأرواح عندما يلتقي بزوجة سائق سيارة إسعاف هيما حيث يعلم أن زوجها كان قد ادخر المال لتعليم حفيده وأحلامهم، لكنه يعلم أن حسابهم المصرفي قد تم اختراقه واختفى المال. نتيجة لذلك أقدم السائق على الانتحار. بسبب الشعور بالذنب، يعود بابلو إلى أزاد ويخضع الأتباع ويدمر معاملة التطبيق. يزيف هويته باسم آر جيه ويغادر لبدء حياة جديدة مع والدته بالتبني هيما.
في الوقت الحاضر، تعلم ليلى أن بابلو يختبئ في يوركشاير وترسل رجاله للقبض عليه، لكن بابلو يسيطر عليهم ويتظاهر بموته مرة أخرى. بابلو يكشف لإينايا عن جرائم ليلى، التي تنضم إليه في القتال. يسافر بابلو إلى مصر وروسيا والصين حيث أسست ليلى عصابة الجريمة الخاصة به ويقتل أعضاء العصابة. بابلو وإينايا يغادران إلى مطار هيثرو لاستقبال هيما (كانت هيما قد غادرت بابلو لزيارة كيدار جات، الهند). تأمر ليلى أتباعها باختطاف والدة بابلو وتتحدى ليلى بابلو بوقف استخراج الأموال من خلال إلقاء تحديات مختلفة. يتغلب بابلو على تحديات مختلفة حيث يهزم ليلى ويوقف عملية الاستخراج ويغادر مع إينايا وهيما. أذلتها الهزيمة، أقدمت ليلى على الانتحار. بعد ستة أشهر، يعيش بابلو وإينايا ووالدة بابلو في فيتنام حيث تنتظره مهمة.

## الممثلون
- تايجر شروف بدور بابلو راناوات / أر جيه
- نواز الدين صديقي بدور ليلى
- تارا سوتاريا بدور عناية
- ذاكر حسين بدور آزاد خان
- أمريتا سينغ بدور هيما، والدة بابلو
- ناريش جوسين في دور دوجرا
- كيتشا في دور وونغ
- أوليفر بدور الزاهد مالك
- فيكاس فيرما في دور الأستاذ
- أوديابانو ماهيشواران في دور حسين
- مارك سميث في دور مارك
- سجاد ديلافروز بدور رانجيت شينوي
- ساهارش كومار شوكلا في دور صديق بابلو
- كانوالبريت سينغ كصديق بابلو
- نيكول بوبندر سينغ ساشديف في دور صديق بابلو
- بانكاج كانسارا بدور صديق بابلو
- نافنيت مالك في دور عناية  صديقها
- كريتي سانون ظهور خاص في الأغنية "Whistle Baja 2.0"[10]

## إنتاج
بدأ التصوير الرئيسي في الأسبوع الأول من شهر يونيو 2021.  وانتهى الجدول الأول في أكتوبر 2021.

## روابط خارجية
- هيروبانتي 2 على موقع IMDb (الإنجليزية)
- هيروبانتي 2 على موقع روتن توميتوز (الإنجليزية)
- هيروبانتي 2 على موقع قاعدة بيانات الفيلم (الإنجليزية)
- هيروبانتي 2 على موقع ليتربوكسد (الإنجليزية)
- هيروبانتي 2 على موقع كينوبويسك (الروسية)